# Jimmy Charles
Jimmy Charles (* 1942 in Paterson im US-Bundesstaat New Jersey) ist ein US-amerikanischer Popmusik-Sänger.

## Leben
Noch während seiner Schulzeit trat Charles mit Gesangsdarbietungen in Kirchen und öffentlichen Einrichtungen auf. Im Alter von 16 Jahren ermunterte ihn sein Onkel, bei einer Amateur-Talentshow im New Yorker Apollo Theater teilzunehmen. Charles trat viermal in der Show auf und gewann alle vier Wettbewerbe. Daraufhin brachte ihn sein Onkel mit dem Musikproduzenten Phil Medley zusammen, der mit Charles ein Demoband aufnahm, auf dem Charles den Phil-Medley-Song A Million to One sang. Das Band wurde Bill Lashley, dem Eigentümer der neu gegründeten Plattenfirma Promo Records vorgespielt. Lashley ließ sich überzeugen und veranlasste, dass Charles einen Plattenvertrag bei Promo erhielt. Es dauerte jedoch zwei Jahre, ehe Promo 1960 eine Platte mit dem Titel A Million to One herausbrachte.
Am 22. August 1960 startete A Million to One in den Billboard Hot 100 auf Platz 95 und erreichte am 26. September mit dem 5. Rang seine beste Platzierung. 15 Wochen lang konnte sich der Titel in den Hot 100 halten. In den Rhythm-and-Blues-Charts stieg A Million to One bis zum 8. Platz auf. Anfang 1961 hatte Charles mit seiner zweiten Platte und dem Titel The Age of Love noch einmal einen Top-50-Erfolg (Platz 47). Die weiteren drei Charles-Singles bei Promo erreichten nicht mehr die Hitlisten. 1962 war Jimmy Charles’ Plattenkarriere bereits wieder beendet. Die Hall Of Fame nahm Charles unter der Abteilung One-Hit-Wonders auf.

## Diskografie

### US-Singles
| Titel                                                                | Kat.Nr.    | veröffentl. |
| -------------------------------------------------------------------- | ---------- | ----------- |
| A Million to One / Hop Scotch Hop                                    | Promo 1002 | 7/1960      |
| The Age for Love / Follow the Swallow                                | Promo 1003 | 12/1960     |
| Santa Won’t Be Blue This Christmas / I Saw Mommy Kissing Santa Claus | Promo 1004 |             |
| Christmasville USA / A Little White Mouse Called Steve               | Promo 1005 |             |
| Just Whistle for Me / I Wonder How it Feels to Fall in Love          | Promo 1006 |             |

### CD A Million to One
Herausgegeben von Collectables am 30. Juni 2009 unter der Katalognummer COL 1247.
 Track:
1. A Million to One
2. Just Whistle for Me
3. I Wonder How It Fels to Fall in Love
4. Christmasville Usa
5. A Little White Mouse Called Steve
6. The Age for Love
7. Follow the Swallow
8. Hop Scotch Hop
9. Santa Won’t Be Blue This Christmas
10. I Saw Mommy Kissing Santa Claus